# Janusz Bałdyga
Janusz Bałdyga (ur. 24 lutego 1954 w Lublinie) – polski artysta, performer, twórca instalacji. Studiował na Wydziale Malarstwa Akademii Sztuk Pięknych w Warszawie. Uzyskał dyplom w 1979 roku w pracowni prof. Stefana Gierowskiego, aneks w pracowni prof. Romana Owidzkiego. Współzałożyciel i członek grupy twórczej „Pracownia”. Od 1976 roku jest członkiem Akademii Ruchu. Od 2009 roku wykłada na Uniwersytecie Artystycznym w Poznaniu.

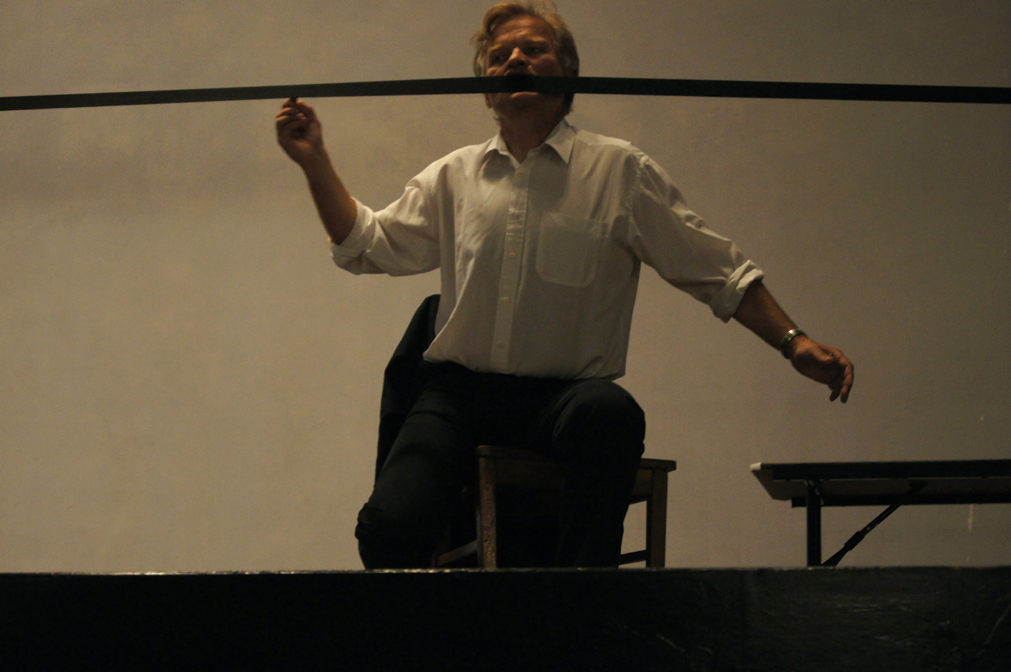
Janusz Bałdyga podczas wystąpienia na 2 Międzynarodowym Festiwalu Sztuki Efemerycznej w Sokołowsku - Konteksty 2012.

## Wybrane prezentacje indywidualne
- 1980 - VW 1300 - Katalog 1976-1980 (z J. Onuchem i Ł. Szajną), Galeria Studio, Warszawa
- 1981 - Generał Center, Galeria Dziekanka, Warszawa
- 1981 - Prezentacje (z J. Onuchem i Ł. Szajną), Galeria Dziekanka, Warszawa
- 1982 - Pokaz prac, BWA, Leszno
- 1983 - Tatry polskie, Galeria Studio, Warszawa
- 1983 - Tatry polskie - projekt normalizacji, BWA, Lublin
- 1984 - Videoforum, Stowarzyszenie Twórców Kultury, Łódź
- 1984 - Użycie siły, BWA, Lublin
- 1984 - Użycie siły, BWA, Łomża
- 1984 - Uwaga kapitulacja, Galeria Labirynt 2, Lublin
- 1985 - Równowaga - Równowartość, Kunststation, Kleinsassen
- 1985 - Małe ryzyko - BWA, Lublin
- 1986 - Małe ryzyko - Galeria Dziekanka, Warszawa
- 1987 - spotkania (z J. Klepką), BWA, Lublin
- 1987 - ½ piramidy, Piwna 20/26, Warszawa
- 1988 - ½ piramidy, Galeria Na Plebanii, Koszalin
- 1988 - ½ piramidy, Galeria Wschodnia, Łódź
- 1988 - ½ piramidy, Moltkerei Werkschaft, Kolonia
- 1989 - 90° Uwaga granica, Galeria Labirynt 2, Lublin
- 1989 - Przypływy pozorowane, Mała Galeria ZPAF CSW, Warszawa
- 1991 - Wychylenia Galeria Stara, Lublin
- 1992 - Wychylenia, Ośrodek Działań Plastycznych, Wrocław
- 1993 - Rzut kolumny, Galeria Laboratorium CSW, Warszawa
- 1994 - Strony, Galeria AR, Warszawa
- 1994 - Strony II Galeria Moje Archiwum, Koszalin
- 1994 - Uwaga granica, Galeria Podlaska, Biała Podlaska
- 1995 - Performance na pustym cokole, Galeria ON, Poznań
- 1995 - Strony i rzuty, Galeria Gi, Zielona Góra
- 1995 - Rzuty (z W. Borowskim), Centrum Sztuki Współczesnej Zamek Ujazdowski, Warszawa
- 1995 - Uwaga granica, Galeria Kronika, Bytom
- 1995 - Performance symetryczny, Pracownia Chwilowa, Konin
- 1995 - Pejzaż symetryczny, Galeria Moje Archiwum, Koszalin
- 1996 - Obrót - Rzuty, Galeria Podlaska, Biała Podlaska
- 1996 - Rzuty, BWA, Ciechanów
- 1996 - Obrót - Rzuty (performance po polsku), BWA Awangarda, Wrocław
- 1996 - Rzuty, Wieża Ciśnień, Bydgoszcz
- 1996 - Rezultat poziomy, Galeria Wschodnia, Łódź
- 1997 - Stillstand, E-Werk, Fryburg Bryzgowijski
- 1997 - Widok w okno, Galeria Stara, Lublin
- 1997 - Tarcza 97, Galeria AR, Warszawa
- 1998 - Twórca i jego dzieło - profesorowie wizytujący, Galeria Rotunda ASP, Poznań
- 1998 - Nowa sztuka w Hagenbucher, Heilbronn
- 1998 - Kroki, Galeria Manhattan, Łódź
- 1998 - Kroki, Galeria Donguy, Paryż
- 1999 - Kroki, Centrum Sztuki Współczesnej Zamek Ujazdowski, Warszawa
- 1999 - Kroki, Nowosądecka Mała Galeria, Nowy Sącz
- 1999 - Kroki i cienie, Galeria QQ, Kraków
- 2000 - Złamania otwarte, Interdruck Schipper Patitz, Lipsk
- 2000 - Złamania otwarte, Galeria Labirynt, Lublin
- 2000 - Przejścia w zawieszeniu, Goethe Institut, Kraków
- 2001 - Ponad siły, BWA Awangarda, Wrocław
- 2002 - Wieczór trzech performance (Bałdyga, PioTroski, Bodzianowski), BWA, Zielona Góra
- 2002 - Pomiędzy rzeczywistością a nierzeczywistością, Galeria Manhattan, Łódź
- 2003 - II Performance Art Meeting, Ośrodek Sztuki Performance, Lublin
- 2003 - Ad Depositum, Otwarta Pracownia, Kraków
- 2004 - Rzeczy trudno dostępne, Galeria Labirynt 2, Lublin
- 2004 - Rzeczy trudno dostępne, Centrum Sztuki Współczesnej Zamek Ujazdowski, Warszawa
- 2005 - Złamana linia, Neuen Kunst im Hagenbucher, Heilbronn
- 2006 - Miejsca znaczone, Galeria Wschodnia, Łódź
- 2006 - Miejsca znaczone, Akademicka Galeria Sztuki, Kielce
- 2008 - Miejsca znaczone, Centrum Sztuki Współczesnej Zamek Ujazdowski, Warszawa
- 2011 - Flagi rzucone, Galeria AT, Poznań
- 2012 - Flagi po/rzucone, Galeria Sztuki Najnowszej, Gorzów Wielkopolski[2]
- 2013 - Równowaga.pl, Galeria Efremova 26, Lwów
- 2014 - Lecture performance, Galeria Raczej, Poznań
- 2015 - Unease, UP Gallery, Berlin
- 2016 - Taniec na rurze, Galeria Entropia, Wrocław

## Wybrane prezentacje zbiorowe
- 1978 - I AM Performance, Galeria Remont, Warszawa
- 1978 - Biennale Sztuki Młodych, BWA, Sopot
- 1978 - Komentarz, Galeria Sztuki Najnowszej, Wrocław
- 1978 - Inne media, Galeria Studio, Warszawa
- 1978 - Nowa sztuka w poszukiwaniu wartości, Jankowice
- 1979 - Działalność niezidentyfikowana, Stowarzyszenie Twórców Kultury, Łódź, Galeria Labirynt, Lublin
- 1979 - Fotografia - Stan aktualny, Galeria Dziekanka, Warszawa
- 1979 - WTA, Galeria Sigma, Warszawa
- 1979 - Czerń i biel, Galeria ON, Poznań
- 1979 - Czerń i biel, BWA, Sopot
- 1980 - Ogólnopolska Wystawa Malarstwa Młodych im. Waldemara Cwenarskiego, BWA, Wrocław
- 1980 - Sztuka młodych 80, BWA, Łódź
- 1981 - II Międzynarodowe Triennale Rysunku, Wrocław
- 1983 - Niech żyje sztuka, mieszkanie prywatne, Łódź
- 1983 - Zapisy (z udziałem Z. Piotrowskiego), BWA, Lublin
- 1983 - Wystawa zbiorowa Galerii BWA Lublin 1981-83, Galeria Pokaz, Warszawa
- 1984 - Nieme kino, Strych, Łódź
- 1984 - O bliski międzyludzki kontakt, Stichting Makkom, Amsterdam
- 1984 - Nurt intelektualny  w polskiej sztuce po II wojnie światowej, BWA, Lublin
- 1985 - Proces i konstrukcja, Konstrukcja w Procesie, Monachium
- 1985 - Polska Awangarda, CCB, Antwerpia
- 1985 - Fotografia Wschodniej i Południowej Europy, Kunstmuseum, Düsseldorf
- 1985 - Fałszywe wiadomości, Zakład Remont, Warszawa
- 1986 - Zapisy 2, BWA, Lublin
- 1986 - bez tytułu, Galeria EL, Elbląg
- 1987 - Złote czółko, Galeria Wschodnia, Łódź
- 1987 - Biennale Sztuki Nowej, Zielona Góra
- 1987 - Freiraum, Kunststation, Kleinsassen
- 1987 - Po roku, Galeria Na Plebanii, Koszalin
- 1988 - Galeria Na Plebanii, Galeria Na Ostrowie, Wrocław
- 1988 - Spotkania Sandomierskie, Sandomierz
- 1988 - Null Dimension, New Space Gallery, Fulda
- 1988 - Wczoraj i dziś, BWA, Sopot
- 1988 - The presentation of Labirynt Gallery, The Alexandra Centre Halifax, Quebec
- 1988 - II Spotkania Teatru Wizji i Plastyki, Katowice
- 1988 - IV Międzynarodowe Triennale Rysunku, Wrocław
- 1989 - Lochy Manhattanu, Łódź
- 1989 - Sztuka jako gest prywatny, BWA, Koszalin
- 1989 - Null Dimension, Gmunden
- 1989 - Freiraum 2, Gmunden
- 1989 - Rysunek (pokaz studyjny), CSW Zamek Ujazdowski, Warszawa
- 1989 - Heads and Legs, Liège
- 1989 - Sztuka performance, CRP, Orońsko
- 1989 - Supplements - polski rysunek współczesny, John Hansard Gallery, University of Southampton
- 1990 - Videoperformance, CSW Zamek Ujazdowski, Warszawa
- 1990 - Videoperformance, Galeria Wschodnia, Łódź
- 1990 - Konstrukcja w procesie, łódź
- 1990 - Performance teraz, BWA, Lublin
- 1990 - Punkty wschodnie, Third Eye Center, Glasgow
- 1990 - Miejsce w Łodzi, Hotel Sztuki, Łódź
- 1991 - Drogi kultury europejskiej, Łódź, Bratysława, Bruksela, Berlin
- 1991 - Przestrzeń sztuki, Galeria Stara, Lublin
- 1991 - Kręgi Wschodniej, CSW Zamek Ujazdowski, Warszawa
- 1991 - Redukta, CSW Zamek Ujazdowski, Warszawa
- 1991 - Sztuka osobna, CSW Zamek Ujazdowski, Warszawa
- 1991 - Spotkania sztuki aktywnej, BWA, Konin
- 1991 - Szkic do Galerii Sztuki Współczesnej, Muzeum Narodowe, Warszawa
- 1991 - Oferta Galerii Labirynt 2, BWA, Lublin
- 1991 - Działania z gazetą, Zakład Norblina, Warszawa
- 1991 - Der Raum der Worte, Herzog August Bibliothek, Wolfenbüttel
- 1992 - Książki i strony, CSW Zamek Ujazdowski, Warszawa
- 1992 - Kolekcja I, CSW Zamek Ujazdowski, Warszawa
- 1992 - Spotkania i tworzenie, Międzynarodowe Centrum Sztuki, Poznań
- 1992 - Jeszcze art performance, CSW Zamek Ujazdowski, Warszawa
- 1993 - Kopuły, wieżyczki, strychy - pasaże obywateli miejskich, Hotel Sztuki, Łódź
- 1993 - Transit, Kassel
- 1993 - Moje Archiwum, Galeria Arsenał, Białystok
- 1993 - Żywa kolekcja, Galeria 86, Łódź
- 1993 - Idea Coservata, Tesoriera dell'Arte 2, Turyn
- 1993 - Intercity Wiedeń-Łódź, Galeria Theuretzbacher, Wiedeń
- 1993 - Gest, książka, pismo, zapis, tekst, Galeria Moje Archiwum, Koszalin
- 1994 - Pod kątem prostym, Wieża Ciśnień, Bydgoszcz
- 1994 - Sympozjum Orońsko '94, CRP, Orońsko
- 1994 - Videoprzestrzenie, Państwowa Galeria Sztuki, Sopot
- 1994 - Identita'e Diferenza, ARteATRO - Oves-Est, Turyn
- 1994 - Piwna 20/26 1980-93, Muzeum Akademii Sztuk Pięknych, Warszawa
- 1994 - ZOOART, Międzynarodowe Centrum Sztuki, Poznań
- 1994 - Kolekcja 2, CSW Zamek Ujazdowski, Warszawa
- 1994 - Labirynt, Galeria Stara, Lublin
- 1994 - Fort Sztuki, Kraków
- 1995 - Modele przestrzeni 360 stopni, Galeria Studio, Warszawa
- 1995 - Sztuka mediacji energetycznych, BWA, Katowice
- 1995 - Spotkania (z A. Dłużniewskim, W. Borowskim, W. Kowalczykiem), Galeria Moje Archiwum, Koszalin
- 1995 - Międzynarodowe Triennale Rysunku, Muzeum Architektury, Wrocław
- 1995 - IMMS'95, Azory
- 1995 - Oikos, Muzeum Okręgowe, Bydgoszcz
- 1995 - Wokół rzeźby lat siedemdziesiątych i osiemdziesiątych, CRP, Orońsko
- 1995 - Performance polski, BWA, Słupsk
- 1995 - Pod jednym dachem, Podewil, Berlin
- 1995 - Rok na Grunwaldzkiej, Galeria Moje Archiwum, Koszalin
- 1996 - Galerie, BWA, Lublin
- 1996 - Sytuacje do kamery, Galeria Moje Archiwum, Koszalin
- 1996 - Galeria przyjaciół AR, Królikarnia, Warszawa
- 1996 - IMMS Acores, Lizbona, Madryt
- 1996 - I Europejskie Spotkania Artystów, Borne Sulinowo
- 1996 - The Inner Spaces, Galeria Arsenał, Białystok
- 1996 - The Inner Spaces, Galeria Miejska Arsenał, Poznań
- 1996 - The Inner Spaces, Galeria Wyspa, Gdańsk
- 1996 - Performance po polsku, BWA Awangarda, Wrocław
- 1996 - Kolekcja 3, CSW Zamek Ujazdowski, Warszawa
- 1996 - The Inner Garden (z Z. Piotrowskim i T. Rullerem), CSW Zamek Ujazdowski, Warszawa
- 1996 - Rzeźba XX wieku, CRP, Orońsko
- 1997 - Postawy, Drezno
- 1997 - Widok w okno, BWA, Słupsk
- 1997 - Kartografowie, Muzeum Narodowe, Zagrzeb
- 1997 - Spojrzenia, BWA, Lublin
- 1998 - III Europejskie Spotkania Artystów, Borne Sulinowo
- 1998 - Odpryski, Galeria ON, Poznań
- 1998 - 2 Międzynarodowe Spotkania Sztuki, BWA, Katowice
- 1998 - Bodensee Festival, Kunstverein, Friedrichshafen
- 1998 - Zamek wyobraźni, BWA, Słupsk
- 1998 - Kartografowie, CSW Zamek Ujazdowski, Warszawa
- 1999 - Generacje - Sztuka polska końca/początku wieku, Maneż, Petersburg
- 1999 - Translacje, Piotrków Trybunalski
- 1999 - Niekończąca się linia, Muzeum Sztuki Reduktywnej, Świeradów-Zdrój
- 1999 - Navinki'99, Mińsk
- 1999 - Ukryta natura, Galeria AR, Warszawa
- 1999 - VII Mały Festiwal Form Artystycznych, Nowosądecka Mała Galeria, Nowy Sącz
- 2000 - Zusammenkunst, Wiesbaden
- 2000 - Konstrukcja w procesie, Bydgoszcz
- 2000 - Artkontakt, Lublin
- 2001 - Navinki 01, Mińsk
- 2001 - Kolekcja IV, CSW Zamek Ujazdowski, Warszawa
- 2002 - Dialog II eca, Edynburg
- 2002 - Navinki, Mińsk
- 2002 - Władza ludu, Galeria Arsenał, Białystok
- 2002 - Supermarket Sztuki III - Ludzie i przedmioty, Dom Artysty Plastyka, Warszawa
- 2003 - Przebieg zdarzeń, Cysterna - CSW Zamek Ujazdowski, Warszawa
- 2003 - Obiekty mentalne, Studio Moser, Łódź
- 2003 - Interakcje, Piotrków Trybunalski
- 2003 - Interakcje/Wyzwolenie, Farbiarnia, Bielsko-Biała
- 2003 - Navinki, Mińsk
- 2004 - Private Impact, Szczecin
- 2004 - Euroart, Świnoujście
- 2004 - Navinki, Mińsk
- 2004 - Międzynarodowy Festiwal Sztuki Performance RIAP, Quebec
- 2004 - Labirynt, BWA, Lublin
- 2004 - Festiwal Gombrowiczowski, Radom
- 2005 - Pamięć i uczestnictwo, Muzeum Narodowe, Gdańsk
- 2005 - Warszawski Festiwal Sztuk Pięknych, Dom Artysty Plastyka, Warszawa
- 2005 - Interakcje, Piotrków Trybunalski
- 2005 - Galeria Środowisk Twórczych, Bielskie Centrum Kultury, Bielsko-Biała
- 2005 - Klub Performance, Galeria Pokaz, Warszawa
- 2005 - TIPAF, Tajpej
- 2005 - Argumenta, Atlas Sztuki, Łódź
- 2005 - Navinki, Mińsk
- 2005 - Spółdzielnia - Zmiana Organizacji Ruchu, Nałęczów
- 2005 - International Performance Art, Turbine, Giswil
- 2005 - Motiva, Austria Center, Wiedeń
- 2006 - Władza Ludu, Galeria Klimy Bocheńskiej, Warszawa
- 2006 -  Interakcje, Piotrków Trybunalski
- 2006 - Noc performance, Muzeum Architektury, Wrocław
- 2006 - Mentality, Łódź Biennale, Łódź
- 2006 - Dni sztuki performance, Kijów
- 2006 - EPAF, Cysterna - CSW Zamek Ujazdowski, Warszawa
- 2006 - W Polsce czyli gdzie?, Cysterna - CSW Zamek Ujazdowski, Warszawa
- 2006 - Ty i ja, Galeria Nowa Przestrzeń, Łódź
- 2006 - W kontekście sztuki Różnice, Miejskie Centrum Kultury, Warszawa
- 2006 - Spot performance, Galeria Kont, Lublin
- 2007 - Demos kratos - Władza ludu, Galeria Bielska BWA, Bielsko-Biała
- 2007 - Rytm życia, Muzeum Nadwiślańskie, oddział Zamek, Janowiec
- 2007 - Zakop (z N. Honczarem), Galeria Pokaz, Warszawa
- 2007 - ZAZ International Performance Art Festival, Tel Awiw, Jerozolima
- 2007 - Camouflash, Galeria Patio, Łódź
- 2007 - Kolekcja Sztuki Współczesnej Centrum Rzeźby Polskiej - Orońsko, BWA, Katowice
- 2007 - ArtSwap 07, Kunsthale, Bergen
- 2007 - re-wizje, Warszawa
- 2008 - El arte es accion, Centro de Arte Reina Sofia, Madryt
- 2008 - Kolekcja Sztuki Współczesnej Centrum Rzeźby Polskiej - Orońsko, Galeria EL, Elbląg
- 2008 - Mediations Biennale, Poznań
- 2009 - II Festiwal Performance - Granice Wnętrza, Galeria Przychodnia, Poznań
- 2009 - Piękne kłamstwa II, Galeria XX1, Warszawa
- 2009 - Międzynarodowy Festiwal Sztuki Performance, Galeria Arsenał, Białystok
- 2009 - Performance Platform Lublin, Ośrodek Sztuki Performance, Lublin
- 2010 - SMOG - Festiwal Performance, Galeria Sektor I, Katowice
- 2010 - Przeplot, Centralne Muzeum Włókiennictwa, Łódź
- 2012 - Performance Platform Lublin, Galeria Labirynt, Lublin
- 2012 - Konteksty - II Festiwal Sztuki Efemerycznej, Sokołowsko
- 2012 - Alfabet rzeźby – opr, CRP, Orońsko
- 2013 - Foto-obiekt, Galeria BWA, Kielce
- 2013 - Dni Sztuki performance we Lwowie Centrum Sztuki Dzyga, Lwów
- 2013 - Konteksty - III Festiwal Sztuki Efemerycznej, Sokołowsko
- 2013 - Undisclosed territory # 7, Laboratorium Performance Art Plesungan, Solo
- 2013 - Foto-obiekt, Galeria Propaganda, Warszawa
- 2013 - La, Taidehalli, Helsinki
- 2013 - Włodzimierz Borowski. Dialogi, Centrum Kultury i Inicjatyw Obywatelskich, Podkowa Leśna
- 2013 - Foto-obiekt zidentyfikowany przy okazji VII Festiwalu Sztuki im. Jerzego Buszy, Galeria Monumentalna, Centrum Rzeźby Polskiej, Orońsko
- 2014 - XVI Międzynarodowy Festiwal Sztuki INTERAKCJE, Piotrków Trybunalski
- 2014 - Festiwal Sztuki w Przestrzeni Publicznej OPEN CITY, Lublin
- 2014 - Tydzień Sztuki Lwów
- 2014 - Future of Immagination 9, Singapur
- 2014 - Foto obiekt, BWA, Kielce
- 2014 - Schody, Kijów
- 2014 - Gogol Fest, Kijów
- 2014 - Pierwszeństwo przejazdu?, Galeria Manhattan, Łódź
- 2014 - O Tobie ta bajka mówi choć pod zmienionym imieniem, Zachęta Narodowa Galeria Sztuki, Warszawa
- 2015 - Heritage 3 - Codes Nomades, Kunstmuseum, Thun
- 2015 - Performance Art Meeting, Galeria Labirynt, Lublin
- 2015 - Klasycy i adepci polskiego performance, ASP, Katowice
- 2015 - Niepokój, UP Gallery, Berlin[3]
- 2015 - XVII Międzynarodowy Festiwal Sztuki INTERAKCJE, Piotrków Trybunalski
- 2015 - Noc performerów, Galeria OFFicyna, Szczecin
- 2015 - Not - Aufnahme / Oddział ratunkowy, UP Gallery, Berlin
- 2015 - Dni Sztuki performance we Lwowie,  Lwów
- 2015 - Performance Art Meeting, Galeria Labirynt, Lublin
- 2016 - Ukryty wymiar, ODA, Piotrków Trybunalski[4]
- 2016 - DE – MO – KRA – CJA, Galeria Labirynt, Lublin
- 2017 - przy okazji wystawy Andrzej Ciesielski: Moje Archiwum, Miejsce Sztuki 44, Świnoujście

## Wystąpienia w ramach Akademii Ruchu
- 1983 - Użycie siły, performance uliczny, Sopot
- 1985 - Festiwal Uliczny, Edynburg
- 1992 - Uwaga granica, Clock Tower Gallery, Nowy Jork
- 1997 - Kroki, Műcsarnok, Budapeszt

## Prace w zbiorach
BWA Lublin, Centrum Rzeźby Polskiej w Orońsku, Centrum Sztuki Współczesnej Zamek Ujazdowski w Warszawie, Muzeum Akademii Sztuk Pięknych w Warszawie, Muzeum Sztuki Współczesnej w Hunfeld, Muzeum Narodowe w Warszawie, Muzeum Okręgowe w Bydgoszczy, Muzeum Sztuki w Łodzi, Lubelskie Towarzystwo Zachęty Sztuk Pięknych.